# كيم مانينغ
كيم مانينغ (بالإنجليزية: Kim Manning)‏ هي راقصة ومقدمة تلفزيونية وممثلة أمريكية، ولدت في 7 مايو 1960 في كاليفورنيا في الولايات المتحدة.

## وصلات خارجية
- كيم مانينغ على موقع IMDb (الإنجليزية)
- كيم مانينغ على موقع قاعدة بيانات الفيلم (الإنجليزية)